# Atribis (Alto Egipto)
Atribis (en griego: Ἄθλιβις), también conocido por los antiguos griegos como Trifieion o Trifeion; por los coptos: ⲁⲧⲣⲉⲡⲉ or ⲁⲑⲣⲏⲃⲓ como Atripe o Trifiu y por los antiguos egipcios como Hut-Repit (Ḥw.t-rpy.t), fue una antigua ciudad del Alto Egipto, en el nomo IX de Panópolis. Atribis está localizado cerca de las modernas localidad de Wannina o Waninah (árabe: أدريبة) y de Nag' Hamad en la gobernación de Suhag. Se encuentra a unos 10 km al suroeste de la moderna ciudad de Ajmim y alrededor de 3 km al sur del monasterio copto denominado Monasterio Blanco, en la orilla occidental del Nilo.

## Historia
| O6 | X1 · O1 | D21 · Q3 | M17 · M17 | X1 · H8 | O49 |

| O6 | X1 · O1 | D21 · Q3 | M17 · M17 | X1 · H8 | O49 |

Con sus edificios residenciales y económicos, entre 305 a. C. - 640, de épocas ptolemaica, romana y bizantina, se extendía al sur, sureste y noreste del barrio del templo de Atribis dedicado a la diosa leona Repit (llamada Trifis en griego y latín) que tenía por compañero al dios Min, y estaba vinculada al mito de la diosa lejana. Algunos restos de edificios excavados pueden datarse con mayor precisión en el siglo II y siglo IV. En el siglo XIX y siglo XX, los edificios de adobe fueron muy destruidos, ya que la arcilla que contenía fosfato era necesaria como fertilizante y para la producción de pólvora.

### Templos
La zona del recinto denominado Gran Templo de Atribis de la diosa Repit, abarcaba unas tres hectáreas, estando rodeado originalmente por un muro de adobe y se accedía desde el sureste a través de una monumental puerta de piedra construida por Ptolomeo IX. En la actualidad, el templo está en gran parte destruido. Sólo queda el primer piso del pilón de cincuenta metros de ancho. Una de las tumbas cercanas, que pertenece a los hermanos Ibpemeny y Pemehyt de finales del siglo II a. C. tiene dos zodíacos en su techo.
Junto al templo principal hay un templo de granito más antiguo del faraón Apries y, al otro lado del eje, el templo de Ptolomeo XII, construido en honor de la familia de divinidades de Atribis. Este templo medía cuarenta y cinco metros de ancho y setenta y cinco de largo, y tenía un pronaos de dos por seis columnas. La parte posterior del pronaos estaba rodeada por un pórtico o consistía en un pórtico abierto con un santuario y salas auxiliares. Los emperadores romanos posteriores mantuvieron el culto a la diosa. y el templo fue decorado bajo Tiberio y Claudio, y completado bajo Adriano.
A finales del siglo IV, el templo fue convertido por monjes cristianos en una empresa comercial con un taller de teñido. La estructura fue destruida en la Alta Edad Media y el material pétreo se quemó para fabricar cal. Se conserva aproximadamente un tercio de la estructura original.

### Necrópolis

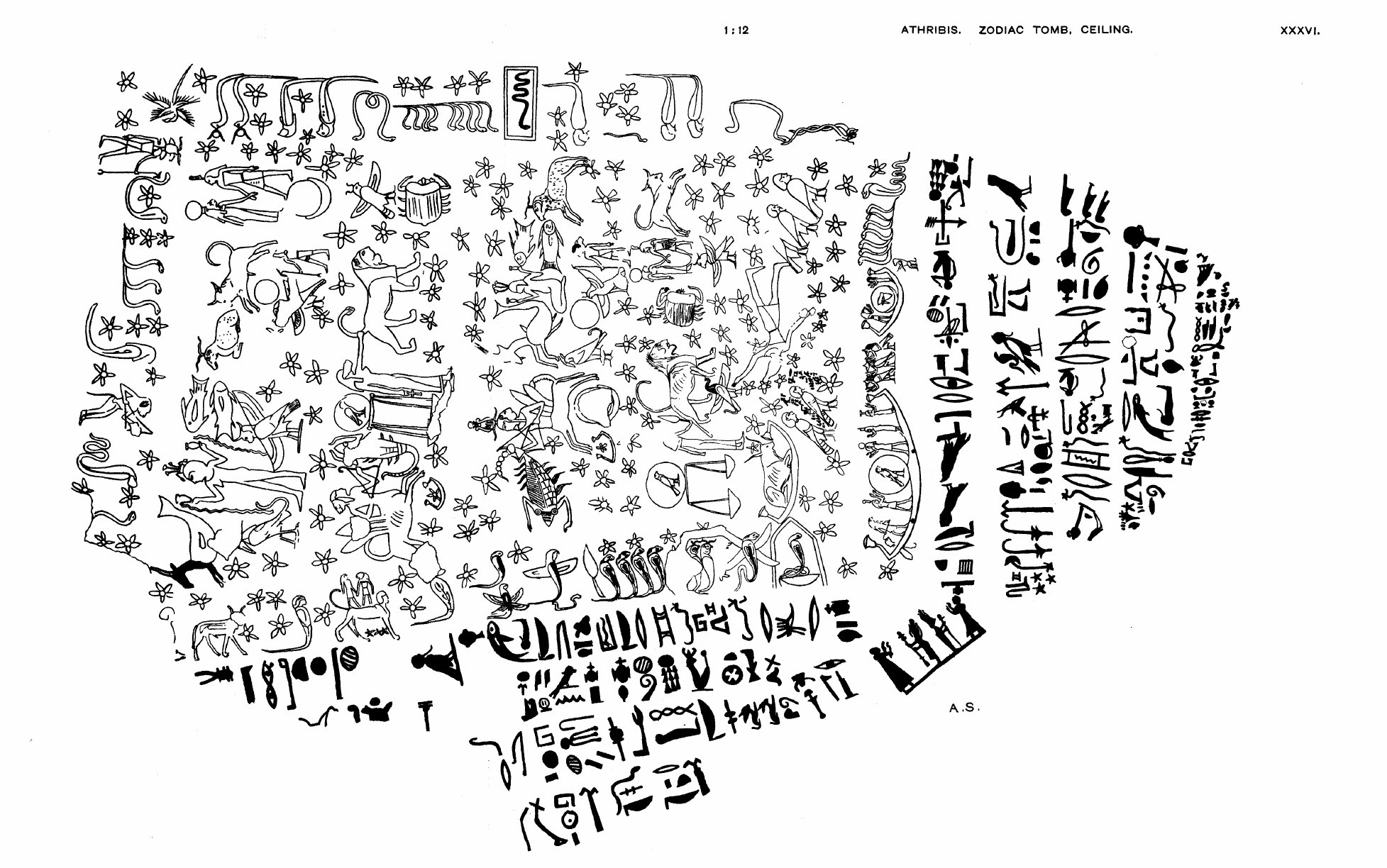
Zodiaco de Atribis.

Al oeste de la ciudad se encuentra la escarpada meseta del desierto líbico, donde se encuentran antiguas canteras y tumbas excavadas en la roca desde el siglo I al siglo III Hasta ahora, se han identificado 700 tumbas. En el centro de la necrópolis de 1,7 km de largo se encuentra un templo rupestre ptolemaico-romano en la ladera de la montaña, con un patio, dos salas rocosas y un nicho de culto. A la fachada se le colocaron medias columnas con capiteles de palmeras. El templo rupestre estaba dedicado a los dioses de Atribis.

## Cultos
Las inscripciones de los templos son la fuente más importante sobre la diosa Repit, de la que se sabe poco, aunque está documentada desde los primeros tiempos dinásticos. El edificio de culto más antiguo conocido de Atribis data de la dinastía XXVI y fue construido por el faraón Apries. A finales del periodo ptolemaico-romano, la zona de los templos recibió dos nuevos templos monumentales, uno de los cuales fue construido bajo Ptolomeo IX (reinó 116-107; 88-81 a. C.). El gran templo de Ptolomeo XII a las divinidades Min, Repit y Colantes estuvo decorado hasta la época del emperador Domiciano (reinó 81-96).
Las fuentes escritas documentan un complejo palaciego romano en el año 298. En esta época, posiblemente ya habían cesado los cultos de los templos egipcios. A principios del siglo IV, ermitaños cristianos se asentaron en la colina de la necrópolis. En la primera mitad de este siglo se fundó un monasterio femenino, que pasó a formar parte del "Monasterio Blanco" bajo el abad Pkjol. Bajo Shenute de Atripe (385-465), el monasterio femenino se amplió a la zona de los templos y existió, al menos, hasta principios del periodo árabe. En la Alta Edad Media, el monasterio fue abandonado y los bloques de piedra caliza de algunos de los templos se utilizaron para construir el cercano Monasterio Blanco.

## Excavaciones
En 1825, John Gardner Wilkinson realizó un primer estudio del yacimiento y publicó un informe en su obra Modern Egypt and Thebes. Nestor l'Hôte visitó las excavaciones en 1839 y ofreció una breve descripción en sus cartas de viaje. Karl Richard Lepsius visitó el yacimiento con la expedición prusiana en 1845 y publicó sus hallazgos en LD IV. En 1906-1907, Flinders Petrie inició la primera excavación científica de la Escuela Británica de Arqueología en Egipto y publicó los resultados en el volumen 14 de los Informes de la BSAE. Entre 1983 y 1996, la Autoridad Egipcia de Antigüedades reanudó las excavaciones y se descubrieron grandes zonas del recinto del templo en 14 campañas de excavación.
Desde 2003 existe un proyecto de cooperación germano-egipcio bajo la dirección de R. El-Sayed, Y. El-Masry y Christian Leitzen, donde participan la Universidad Eberhard Karls de Tubinga, el Consejo Supremo de Antigüedades y otras instituciones científicas y empleados de Alemania, Polonia, Inglaterra y Francia (Proyecto Athribis Tübingen). El objetivo del proyecto es documentar y desarrollar científicamente los hallazgos arqueológicos y registrar las inscripciones del templo. También trabajarían en preservar los relieves y pinturas murales del templo de Ptolomeo XII. Como parte de esta investigación, se han descubierto más de 18.000 fragmentos de cerámica con inscripciones (ostraka), que arrojan luz sobre diversos aspectos de la antigua vida cotidiana en Atribis. Alrededor del 80% de las inscripciones están escritas en demótico y algunas están constantemente repetidas lo que puede indicar que serían parte de un ejercicio para aprender a escribir. Otras llevan contabilidades, listas de compras o contienen representaciones de animales como escorpiones o golondrinas, pero también dioses, humanos o figuras geométricas.
Como parte del Proyecto Athribis, en noviembre de 2024 se ha dado a conocer un nuevo descubrimiento, la entrada a lo que parece ser un templo rupestre, flanqueada por un gran pilono de dos torres, en donde se han encontrado relieves del faraón Ptolomeo VIII ofreciendo sacrificios a la tríada de Ajmin, formada por la diosa Repit, a su hijo Colantes y al dios Min. En la torre norte se ha descubierto una cámara oculta de aproximadamente 6X3 metros a la que se llega por un pasillo decorado con decanos que servían para medir el tiempo durante la noche. En el pilono También se ha encontrado una segunda puerta que conducía a una escalera oculta que conectaba con una planta que pudiera tener otras cámaras, pero que ahora están derruidas.